# Karen Lancaume
Pour l’article ayant un titre homophone, voir Lancôme.
Karen Lancaume ou Karen Bach, de son vrai nom Karine Schillbach, née le 19 janvier 1973 à Vénissieux et morte le 28 janvier 2005 à Paris XIVe, est une actrice pornographique française. Elle cesse toute activité en 2000 après être apparue une dernière fois dans le film Baise-moi de Virginie Despentes et Coralie Trinh Thi en jouant en compagnie de Raffaëla Anderson.

## Biographie

### Enfance
Karine Schillbach naît dans une famille modeste et grandit à Vénissieux, banlieue ouvrière de Lyon. Son père est allemand et sa mère d'origine marocaine.
Elle dit avoir eu ses premiers rapports sexuels à l'âge de 17 ans, juste avant de rentrer à l'université pour suivre des cours de communication. Elle travaille parallèlement dans une boîte de nuit pour payer ses études. C'est là qu'elle fait la rencontre d'un disc jockey, qu'elle épouse à la fin de ses études.

### Carrière dans le cinéma pornographique
Elle se lance dans le X en 1996, poussée par son mari pour tenter de résoudre les graves problèmes financiers que connaît alors le couple.
Elle envisage d'abord de ne tourner qu'avec son mari pour partenaire, mais ce dernier s'avère incapable des performances nécessaires au métier. Selon lui, la caméra serait en cause. Elle poursuit alors seule une carrière d'actrice X : pendant deux ans, elle tourne pour rapporter de l'argent au foyer, puis finit par divorcer, estimant qu'« un homme qui t'aime ne peut pas te laisser faire ça. » Elle continue ensuite à tourner, faute d'autre perspective professionnelle. Elle utilise plusieurs pseudonymes, mais se fixe sur celui de Karen Lancaume, en allusion aux parfums Lancôme.
Enchaînant les films, elle travaille tant en France qu'aux États-Unis, et tourne pour Marc Dorcel (L'Indécente aux enfers, 1997), Christian Lavil (La Mante religieuse, 1997), Alain Payet (La Marionnette, 1999, Hotdorix, parodie d’Astérix, 1999), ou encore Luca Damiano (Lili, parodie de Lili Marlen), Fred Coppula, (Niqueurs nés, 2000), Mario Salieri (Le Calvaire de Monica, 2001), Max Bellocchio (Sexe en Eaux Troubles, 1997), Harry S. Morgan et autres. Elle vit alors en colocation avec Sebastian Barrio et Titof.
Elle collabore au film pornographique Exhibitions 99 de John B. Root, tourné sur le mode documentaire qui combine des entretiens avec différentes actrices pornographiques du moment. Très soucieuse de son image, elle refusa toujours les pratiques les plus extrêmes telles que le Hard-Crad, le gang bang ou le sado-maso.

Karen Lancaume est demeurée blessée par son expérience du milieu de la pornographie à propos duquel elle révèle l'envers du décor. Dans son édition du 1er février 2005 lui rendant hommage, le journal Libération en rapporte quelques-uns dans lesquels elle dénonce la mentalité égoïste et le machisme de ce milieu : 

« [Après une] double pénétration par 5 °C suivie d'une éjaculation faciale, couverte de foutre, trempée, morte de froid, personne ne m'a tendu une serviette. Une fois que t'as tourné ta scène, tu vaux plus rien. »

En 2000, elle partage avec Raffaëla Anderson la vedette du film très controversé Baise-moi, tiré du livre de Virginie Despentes, qui combine intrigue de polar et scènes de sexe non simulées. Dans le film apparaissent de nombreux autres acteurs pornographiques. Le tournage du film Baise-moi est pour elle l'occasion d'une certaine revanche en même temps que d'un message : 

« Pourquoi les femmes se prennent des mains au cul et pas les hommes ? Tout ce qu'on leur demande, c'est la compréhension, l'égalité. Le porno, c'est des mecs qui jouissent sur la gueule des filles, la femme qui s'en prend plein la bouche et plein la tronche. Baise-moi, c'est le contraire. »

La sortie du film, qui fait grand bruit, lui vaut une période de médiatisation. Après cette expérience, elle se retire de l'industrie pornographique. Au cours de ses cinq ans de carrière, elle n'a tourné que dans une quarantaine de films mais a accompli un parcours fulgurant qui l'a amenée à collaborer avec quelques-uns des réalisateurs X les plus réputés.
Elle connaît une addiction à la cocaïne. Elle se suicide le 28 janvier 2005 à Paris dans l'appartement de son ami parti en week-end, en avalant des médicaments. Elle était âgée de 32 ans. Le décès est constaté le 30 janvier. Incinérée, ses cendres sont remises à la famille.

## Filmographie
- 2000 : Baise-moi
- 1999 : Lady Chérie
- 1999 : À feu et sexe
- 1999 : Harcèlement au féminin
- 1999 : Inferno (2000) (L'Enfer X) de Mario Salieri
- 1999 : Fuga Dall'Albania (Escape From Albania) de Mario Salieri
- 1999 : Les Interdits de la gynéco de Yannick Perrin
- 1999 : Niqueurs-nés de Fred Coppula
- 1999 : Acteurs porno en analyse de José Bénazéraf
- 1999 : Anal Power 3
- 1999 : Le Château des désirs
- 1999 : Aveux pervers
- 1999 : L'Enjeu du désir
- 1999 : Hotdorix d'Alain Payet
- 1999 : La Marionnette d'Alain Payet
- 1999 : Le Principe de plaisir de John B. Root
- 1999 : L'Enjeu du désir d'Alain Payet
- 1999 : Residence della vergogna, Il (Sex Hotel)
- 1998 : World Sex Tour 15, Cannes, France
- 1998 : American Girl in Paris de Kris Kramski
- 1998 : Bérénice nique de Patrice Cabanel
- 1998 : Don Tonino
- 1998 : L'Empreinte du vice de Marc Dorcel
- 1998 : Exhibition 99 de John B. Root
- 1998 : Fuga dall'Albania
- 1998 : Journal d'une infirmière de Didier Philippe-Gérard
- 1998 : Racconti dall'oltretomba
- 1998 : Sacro e profano
- 1997 : La Maledizione del castello
- 1997 : Bourgeoisie violée de Xavier Michel Lafoy
- 1997 : Cindy
- 1997 : Le Fétichiste
- 1997 : Incest' Air
- 1997 : L'Indécente aux enfers de Marc Dorcel
- 1997 : Lili
- 1997 : Mad Sex
- 1997 : L'amante religieuse de Christian Lavil
- 1997 : Le Novizie
- 1997 : Papà, ti scopo tua moglie
- 1997 : Private Gold 25: When the Night Falls
- 1997 : Teeny Exzesse 48 & 51
- 1997 : World Sex Tour 21, France
- 1996 : Uniforme X

## Distinctions
- 1998 : Nommée aux Hot d'or[9]
- 2000 : Hot d'or de la meilleure actrice[10] pour Baise-moi.